# Secuieni (Harghita)
Pour les articles homonymes, voir Secuieni.
Secuieni (en hongrois: Újszékely) est une commune roumaine du județ de Harghita, dans Pays sicule (aire ethno-culturel et linguistique), dans la région historique de Transylvanie. Elle est composée des trois villages suivants:
- Bodogaia (Alsóboldocfalva)
- Eliseni (Székelyszenrerzsébet)
- Secuieni, siège de la commune

## Démographie
Lors du recensement de 2011, 72,05 % de la population se déclarent hongrois, 21,29 % comme roms, 2,57 % comme roumains (3,44 % ne déclarent pas s'appartenance ethnique et 0,03 % des habitants déclarent appartenir à une autre ethnie).

## Politique
| Parti | Parti                                           | Sièges |
| ----- | ----------------------------------------------- | ------ |
|       | Union démocrate magyare de Roumanie (UDMR)      | 7      |
|       | Parti populaire hongrois de Transylvanie (PPMT) | 2      |
|       | Parti des Roms « Pro-Europe »                   | 1      |
|       | Parti des Roms démocrates                       | 1      |

## Monuments et lieux touristiques
- Église en bois du village Bodogaia (construite au XVIIIe siècle), monument historique
- Église unitarienne du village de Bodogaia (construite au XVIIIe siècle), monument historique
- Église unitarienne du village de Secuieni (construite au XIXe siècle), monument historique
- Église réformée du village de Secuieni (construite 1847)
- Site archéologique "Szénásföld-eleje" (Ló temetõ) de Eliseni